# Heteropoda venatoria pseudomarginata
Heteropoda venatoria là một phân loài nhện trong họ Sparassidae.
Loài này thuộc chi Heteropoda. Heteropoda venatoria pseudomarginata được Embrik Strand miêu tả năm 1909.

## Hình ảnh

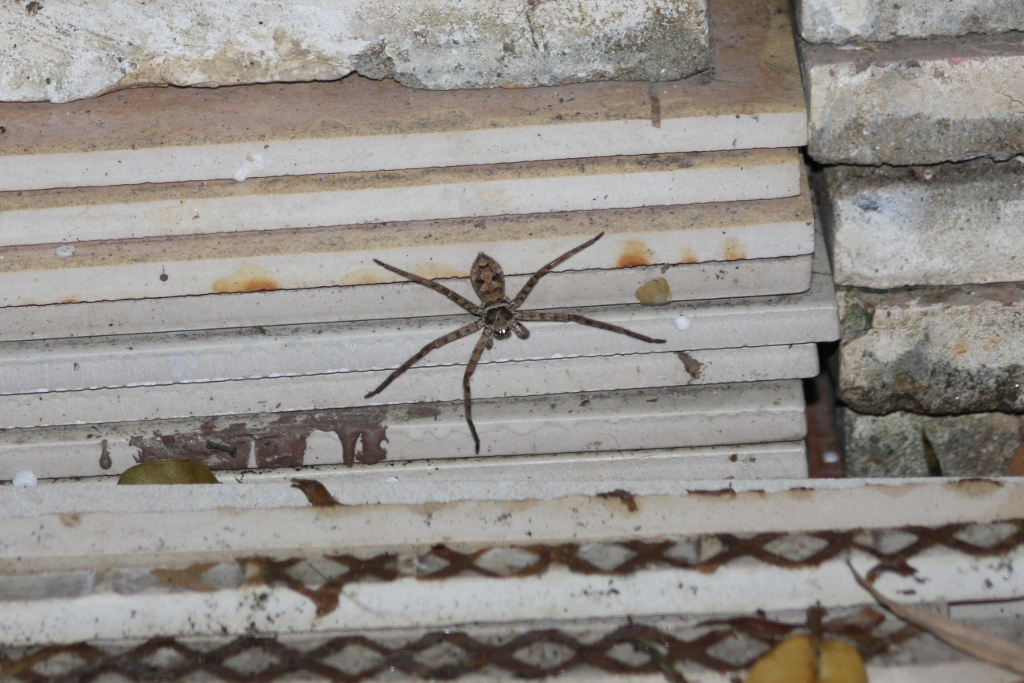
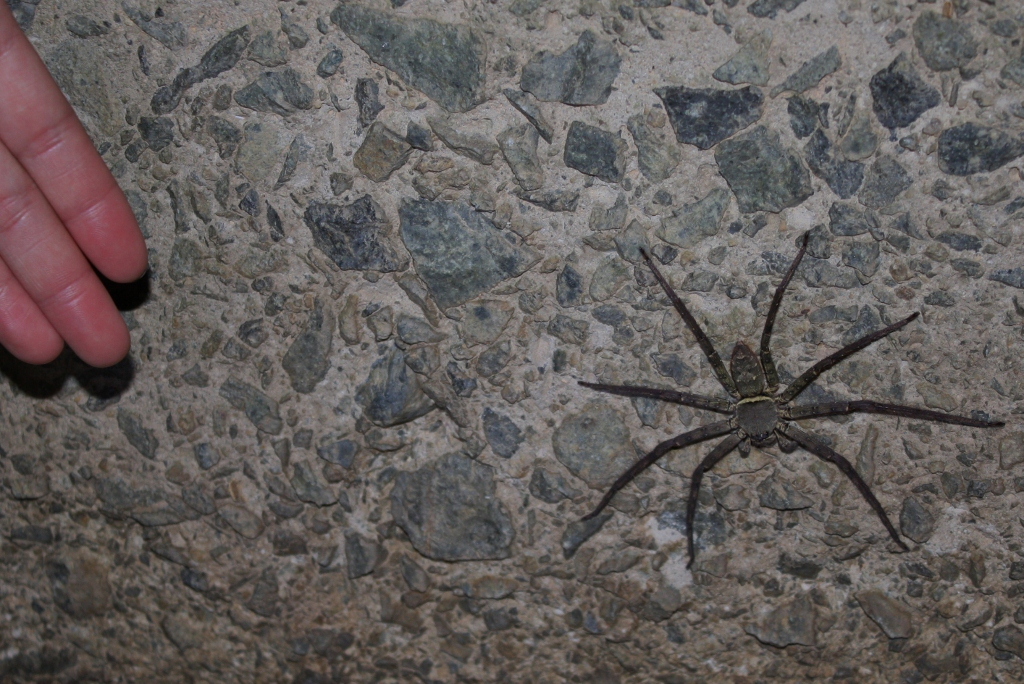
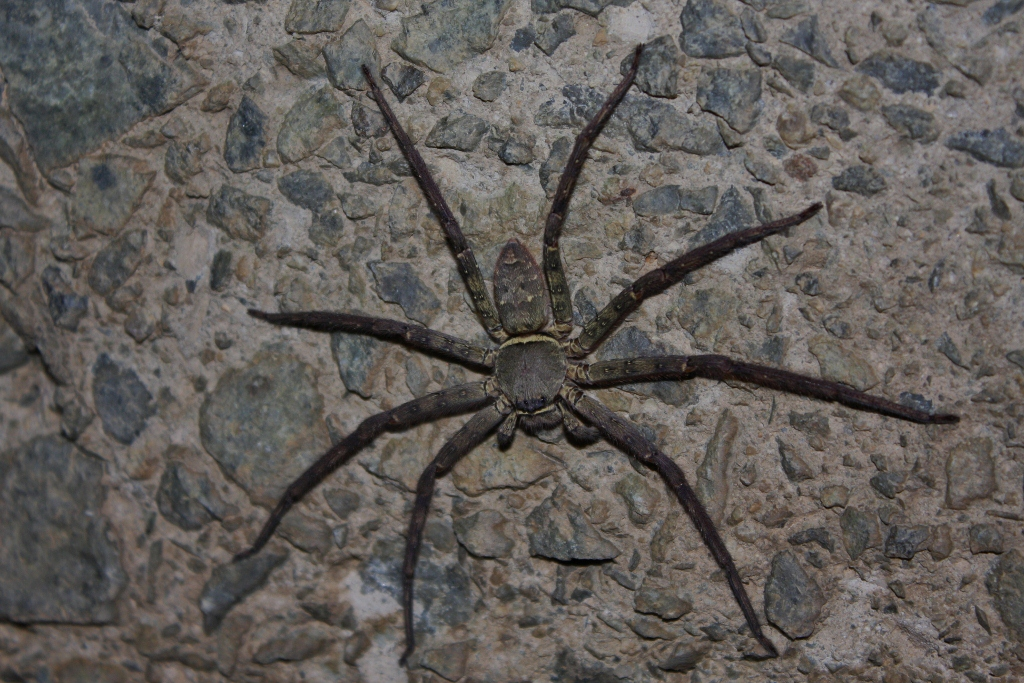
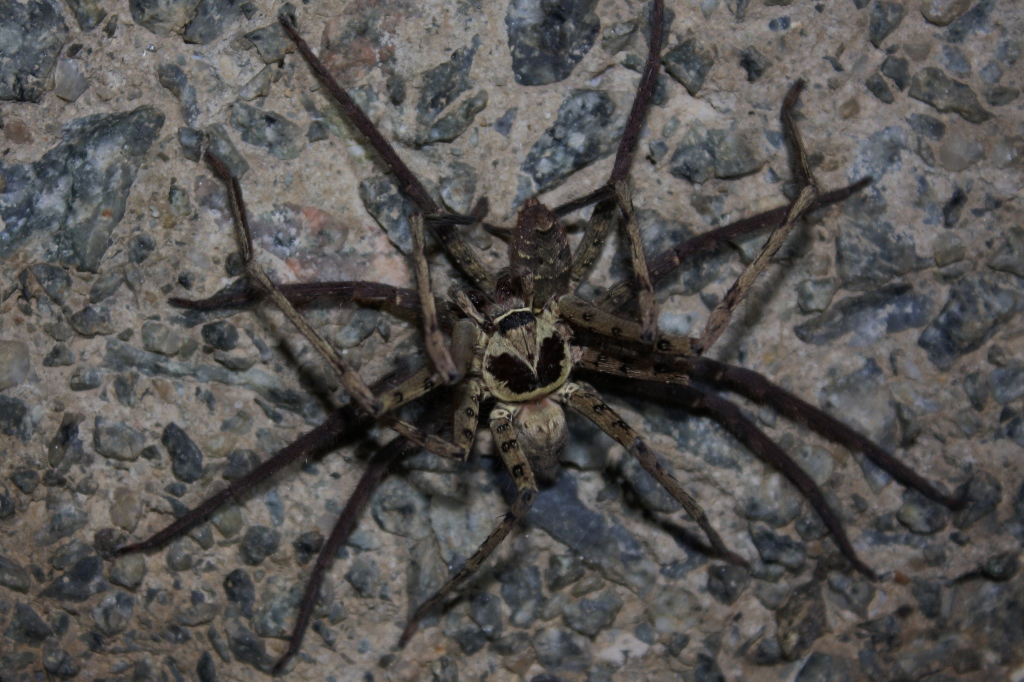